# Giulio Base
Giulio Base (Torino, 6 dicembre 1964) è un regista, sceneggiatore, attore e produttore cinematografico italiano.

## Biografia
Dopo essersi diplomato alla Bottega Teatrale di Firenze si laurea prima in Storia del Cinema presso la Facoltà di Lettere e Filosofia alla Sapienza e poi anche in Teologia all'Istituto Patristico Augustinianum nella Città del Vaticano.
Debutta come attore teatrale nell'opera I Misteri di Sanpietroburgo diretta da Vittorio Gassman per poi dedicarsi al cinema dove esordisce nel 1991 come regista cinematografico con il film Crack, ottenendo il premio per la miglior opera prima al Festival internazionale del cinema di San Sebastián, in Spagna e la nomination al David di Donatello come miglior regista esordiente, del quale oggi fa parte della giuria del premio essendo membro dell'Accademia del Cinema Italiano.  
Il 3 gennaio 2013 gli viene assegnato il record della Corsa più lunga nella storia del cinema (Longest Running in Movie History) ufficializzato da Guinness World Records per il documentario Cartoline da Roma girato il 23 settembre 2007 in un unico piano sequenza lungo più di un'ora, senza stacchi, incentrato sulla corsa del regista con il suo cane e con la partecipazione di Pietro Mennea, Ornella Muti, F. Murray Abraham, Fausto Brizzi ed Elena Bouryka. Per sostenere una corsa continua per tutta la durata delle riprese, Base si è allenato e preparato per un anno.
Nel 2018 il suo film Il banchiere anarchico, tratto da un racconto di Fernando Pessoa, viene invitato alla 75ª Mostra internazionale d'arte cinematografica di Venezia nella sezione Sconfini, ottenendo il Premio Persefone come miglior adattamento da un'opera di narrativa. 
Nel 2022 è Presidente di Giuria della sezione Venezia Classici durante la 79ª Mostra d'arte cinematografica di Venezia. 
A luglio 2023 viene indicato come nuovo direttore artistico del Torino Film Festival, carica che assumerà ufficialmente a partire dall'edizione 2024.
Nel 2024 gli viene assegnato il premio "Luchino Visconti" dal Matera International Film Festival.
Sempre nel 2024, il suo film "À la recherche" (di cui è anche interprete insieme all'attrice francese Anne Parillaud), è il vincitore del Ciak d'Oro 2023 come "Migliore Film D'Essai" dell'anno.
Margherita delle stelle, ll telefilm sulla vita dell'astrofisica Margherita Hack, interpretata da Cristiana Capotondi, è stato candidato ai Nastri d'Argento come "Migliore Film Tv dell'Anno 2024"
Il 27 giugno 2024 vince il Nastro d'Argento per il film À la recherche per l'insieme del suo lavoro in quest'opera come sceneggiatore, attore e regista.
Nell'aprile del 2025 è stato presidente della giuria del 22° Asian Film Festival che si è svolto a Roma presso il cinema Farnese.
Il 3 luglio 2025 esce nelle sale cinematografiche italiane il film Albatross, da lui scritto, diretto e interpretato, distribuito da Eagle Pictures.
Il giorno 11 agosto 2025, l'opera cinematografica 'Il Vangelo di Giuda' da lui scritta e diretta viene presentato in prima mondiale al 78° Locarno Film Festival.

## Vita privata
Dal 2001 è sposato con la PR Tiziana Rocca, dalla quale ha avuto tre figli (Cristiana, Vittorio e Valerio). Fa parte del Mensa.

## Filmografia

### Attore

#### Cinema
- Il ritorno del grande amico, regia di Giorgio Molteni (1989)
- Il senso della vertigine regia di Paolo Bologna (1990)
- Crack, regia di Giulio Base (1991)
- Il portaborse, regia di Daniele Luchetti (1991)
- Caldo soffocante, regia di Giovanna Gagliardo (1991)
- Teste rasate, regia di Claudio Fragasso (1992)
- Lest, regia di Giulio Base (1993)
- Caro diario, regia di Nanni Moretti (1994)
- Lovest, regia di Giulio Base (1997)
- Il macellaio, regia di Aurelio Grimaldi (1998)
- La lingua del santo, regia di Carlo Mazzacurati (1999)
- Il compagno americano, regia di Barbara Bardi (2002)
- Cartoline da Roma, regia di Giulio Base (2008)
- Il pretore, regia di Giulio Base (2014)
- La grande rabbia, regia di Claudio Fragasso (2016)
- Tutti i soldi del mondo (All the Money in the World), regia di Ridley Scott (2017)
- Il banchiere anarchico, regia di Giulio Base (2018)
- La mia banda suona il pop, regia di Fausto Brizzi (2020)
- Corro da te, regia di Riccardo Milani (2022)
- À la Recherche, regia di Giulio Base (2023)
- Albatross, regia di Giulio Base (2025)

#### Televisione
- Cinecittà Cinecittà, regia di Vittorio De Sisti - miniserie TV (Rai 2, 1985)
- Aeroporto internazionale – serie TV (1985)
- Chiara e gli altri – serie TV (1989)
- Aquile – serie TV (1990)
- Nessuno escluso – miniserie TV (1997)
- Lui e lei, regia di Luciano Manuzzi e Elisabetta Lodoli – serie TV (1998-1999)
- Valeria medico legale – serie TV (2000-2002)
- Padre Pio - Tra cielo e terra – miniserie TV (2000)
- Non ho l'età, regia di Giulio Base – film TV (2001)
- Maria Goretti, regia di Giulio Base – film TV (2003)
- Diritto di difesa – serie TV (2004)
- Gli occhi dell'amore, regia di Giulio Base – film TV (2005)
- San Pietro – miniserie TV (2005)
- Giovanni Paolo II – miniserie TV (2005)
- L'inchiesta – miniserie TV (2006)
- Pompei – miniserie TV (2007)
- Doc West – miniserie TV (2009)
- Tutti pazzi per amore 2 – serie TV (2010)
- Una grande famiglia – serie TV (2012-2013)

### Regista

#### Cinema
- Crack (1991)
- Lest (1993)
- Poliziotti (1995)
- Lovest (1997)
- La bomba (1999)
- Cartoline da Roma (2008)
- Il pretore (2014)
- Mio papà (2014)
- La coppia dei campioni (2016)
- Il banchiere anarchico (2018)
- Bar Giuseppe (2019)
- Un cielo stellato sopra il ghetto di Roma (2020)
- Il maledetto (2022)
- À la Recherche (2023)
- Albatross (2025)

#### Televisione
- Padre Pio - Tra cielo e terra – miniserie TV (2000)
- Non ho l'età – film TV (2001)
- Non ho l'età 2 – miniserie TV (2001)
- Maria Goretti – film TV (2003)
- Don Matteo – serie TV, 47 episodi (2004-in corso)
- Gli occhi dell'amore – film TV (2005)
- San Pietro – miniserie TV (2005)
- L'inchiesta – miniserie TV (2006)
- Chi siete venuti a cercare – documentario TV (2006)
- Pompei – miniserie TV (2007)
- Doc West[15] – miniserie TV (2009)
- Un cane per due – film TV (2010)
- La donna della domenica – miniserie TV (2011)
- Margherita delle stelle – film TV (2024)

### Sceneggiatore
- Crack, regia di Giulio Base (1991)
- Lest, regia di Giulio Base (1993)
- Poliziotti, regia di Giulio Base (1995)
- Lovest, regia di Giulio Base (1997)
- La bomba, regia di Giulio Base (1998)
- Cartoline da Roma, regia di Giulio Base (2008)
- Il pretore, regia di Giulio Base (2014)
- Mio papà, regia di Giulio Base (2015)
- Ciao Brother, regia di Nicola Barnaba (2016)
- Il banchiere anarchico, regia di Giulio Base (2018)
- Bar Giuseppe (2019)
- Un cielo stellato sopra il cielo di Roma (2020)
- Il maledetto (2022)
- À la Recherche (2023)
- Albatross (2025)

### Produttore
- Lest, regia di Giulio Base (1993)
- Lovest, regia di Giulio Base (1997)
- Cartoline da Roma, regia di Giulio Base (2008)
- Il banchiere anarchico, regia di Giulio Base (2018)
- À la Recherche (2023)

## Riconoscimenti
- David di Donatello
  - 1992 - Candidatura al premio per miglior regista esordiente (Crack)
  - 2021 - Candidatura al David Giovani per miglior regista (Un cielo stellato sopra il ghetto di Roma)
- Nastro d'argento
  - 1992 - Candidatura al premio per il migliore regista esordiente (Crack)
  - 2019 - Candidatura al premio per la migliore canzone (Il banchiere anarchico)
  - 2020 - Candidatura al premio per il migliore soggetto (Bar Giuseppe)
  - 2024 - Nastro d'argento speciale (À la recherche)
- Nastri d'argento - Grandi Serie
  - 2024 - Candidatura al premio per il migliore film TV dell'anno (Margherita delle stelle)
- Ciak d'oro
  - 2024 - Migliore film d'essai (À la recherche)
- Globo d'oro
  - 1992 - Candidatura al premio per la migliore opera prima (Crack)
- Efebo d'oro
  - 2011 - Premi per il miglior regista (La donna della domenica)
- Festival internazionale del cinema di San Sebastián
  - 1991 - Migliore regista emergente (Crack)
- Annecy cinéma italien
  - 1997 - Gran premio (Lovest)
- MedFilm Festival
  - 2017 - Premio al migliore attore (L'ora di lezione)
- Guinness dei primati
  - 2007 – Cartoline da Roma
- Los Angeles Italian Film Festival
  - 1999  - Premio del pubblico (La bomba)
- Capri Fiction Award 
  - 2007 - L'inchiesta
- Kineo Award
  - 2014 - Premio alla migliore sceneggiatura (Il pretore)
- City of Los Angeles
  - 2021 - Certificate of Recognition (Un cielo stellato sopra il ghetto di Roma)
- Bastia Italian Film Festival
  - 2022 - Candidatura al premio per il migliore regista (Un cielo stellato sopra il ghetto di Roma)
- Matera International Film Festival
  - 2024 - Premio Luchino Visconti (À la recherche)

## Opere letterarie
- La bomba (sceneggiatura), Filippo Ascione, Roma, Gremese, 1999, ISBN 88-7742-388-9.
- Le regole di Base (per una vita felice), Torino, ADD, 2013, ISBN 978-88-6783-029-9.